# Moulis, Ariège

Moulis este o comună în departamentul Ariège din sudul Franței. În 1 ianuarie 2022 avea o populație de 796 de locuitori.